# مورغان فيليبس
مورغان فيليبس (بالإنجليزية: Morgan Phillips)‏ هو نقابي وسياسي بريطاني (وحمل سابقاً جنسية المملكة المتحدة لبريطانيا العظمى وأيرلندا)، ولد في 18 يونيو 1902 في المملكة المتحدة، وتوفي في 15 يناير 1963. حزبياً، نشط في حزب العمال. وقد انتخب رئيس الأممية الاشتراكية (1951 – 1957).

## روابط خارجية
- مورغان فيليبس على موقع مونزينجر (الألمانية)